# Юбилейная линия
Юбилейная линия или Джубили (англ. Jubilee line) — десятая по счёту линия Лондонского метрополитена. Линия связывает северо-запад Лондона с его восточной частью, четырежды пересекая Темзу. На схемах обозначается серебристым цветом. Линия насчитывает 27 станций, из которых 12 подземные. Юбилейная — одна из самых загруженных в Лондонском метрополитене, годовой пассажиропоток в 2011 году составил 213,554 млн пассажиров.

## История

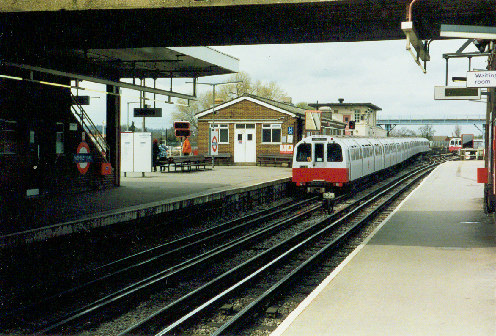
Состав серии 1983 на станции Уэмбли парк

Строительство первого участка линии началось в 1971 году. Первоначально проектное название линии было Флит, по названию небольшой реки, притока Темзы, но по случаю серебряного юбилея правления Елизаветы II, который отмечался в 1977 году, линия была названа Юбилейной. Её открытие состоялось 1 мая 1979 года. На тот момент линия насчитывала 17 станций. Маршрут движения поездов между станциями Стэнмор и «Чаринг-Кросс» несколько отличался от нынешнего.
Сразу же после открытия линии стали разрабатываться планы по её значительному продлению, но из-за недостатка финансирования эти проекты были приостановлены. Возобновить их удалось лишь в конце 1980-х. После долгих дискуссий было принято решение о строительстве линии от станции Грин-парк до ст. Вестминстер, затем до ст. Стратфорд, через ст. Кеннинг Таун. План продления был утверждён в 1990 году. Строительство второй очереди Юбилейной линии началось в 1993 году, а завершилось в 1999.

## Подвижной состав
На момент открытия, на линии эксплуатировались составы серии 1972, в 1984 году в эксплуатацию были введены составы серии 1983, которые проработали на ней до 1997 года, пока их не заменили на составы серии 1996, эксплуатирующиеся на линии по сей день.

## Галерея

Юбилейная линия
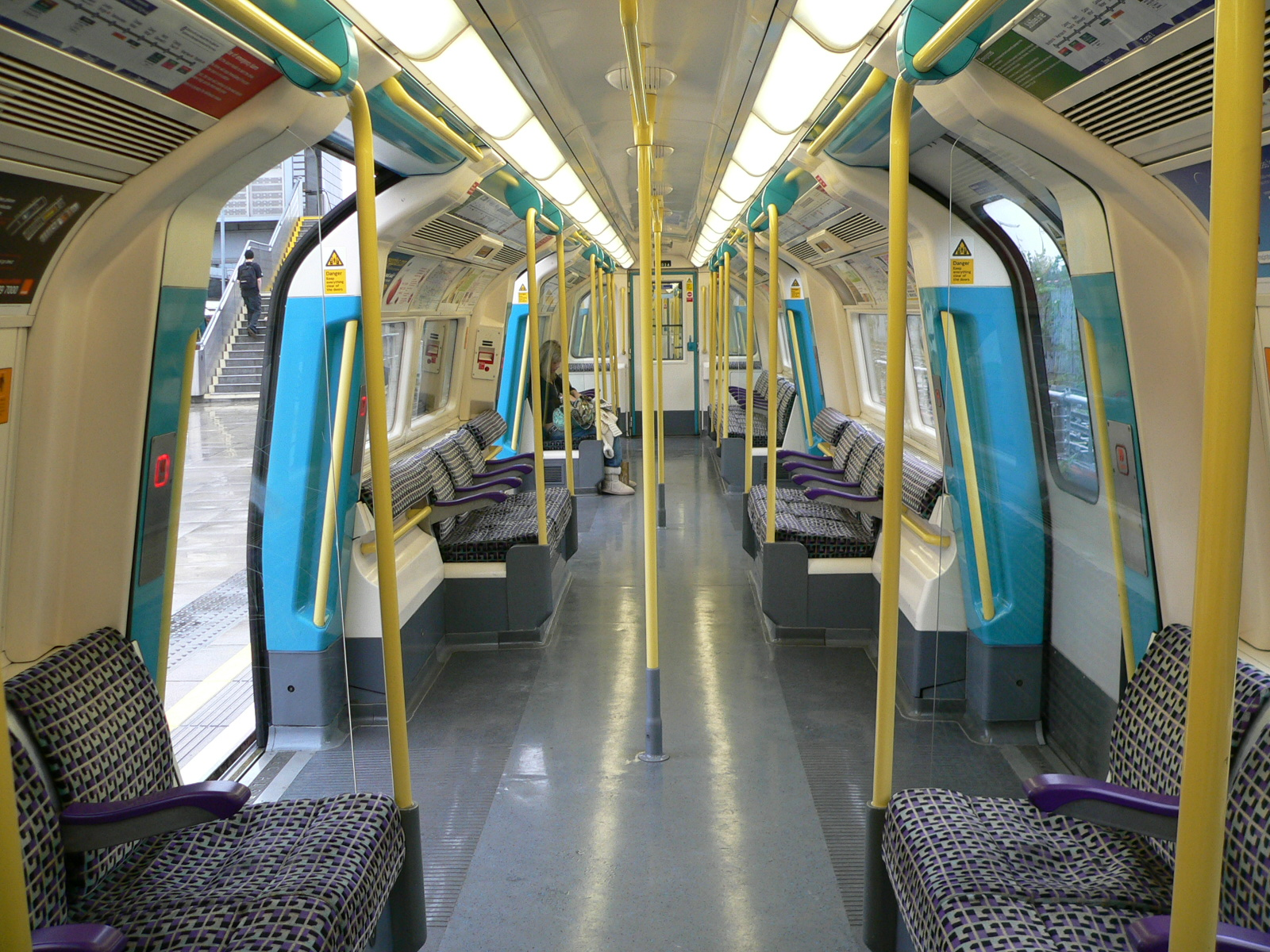
Интерьер вагона серии 1996
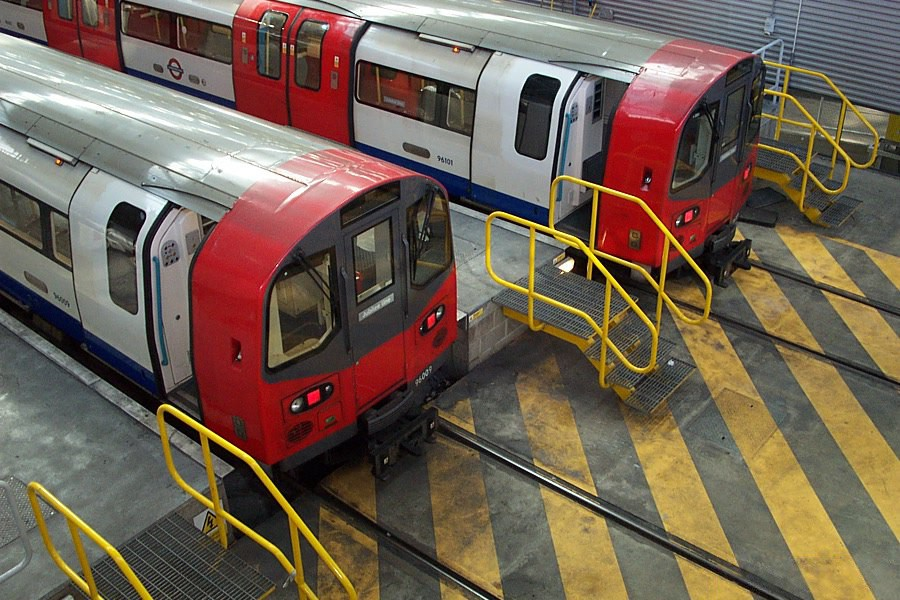
Вагоны серии 1996 в депо «Стратфорд-Маркет»
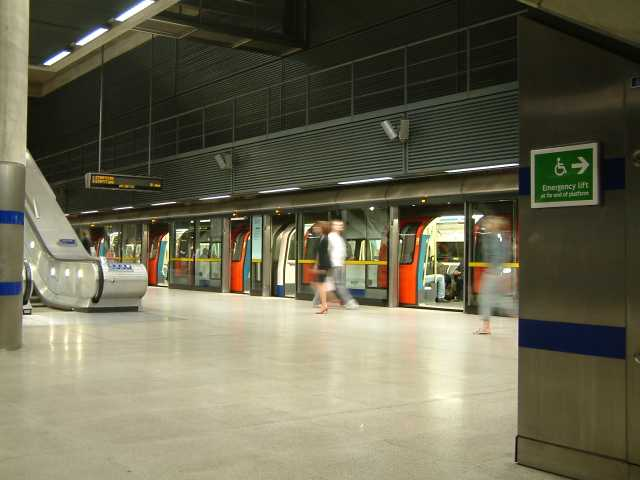
Станция Кэнэри-Уорф
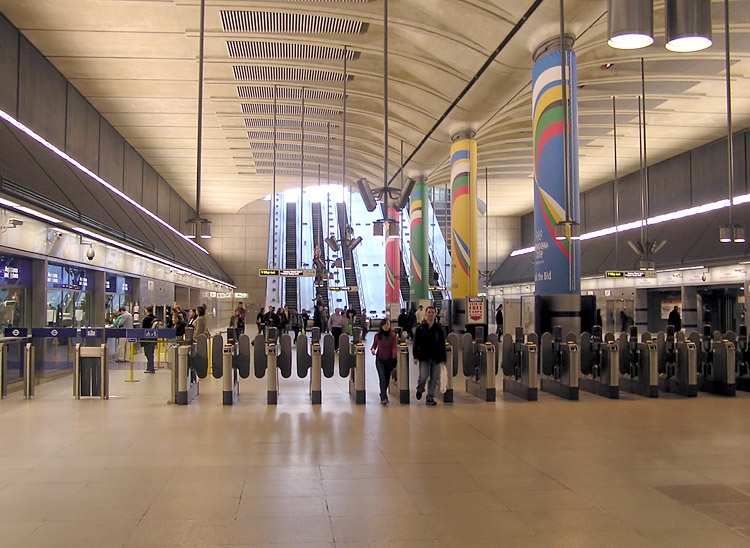
Кассовый зал станции Кэнэри-Уорф

## Схема

### Станции
| Станция                                                     | Изображение | Дата открытия | Примечания |
| ----------------------------------------------------------- | ----------- | ------------- | --- |
| Стэнмор · (англ. Stanmore)                                  |             | 10.12.1932    | — |
| Кэннонс-парк (англ. Canons Park)                            |             | 10.12.1932    | Первоначальное название «Canons Park (Edgware)»; переименована в 1933.                                                       |
| Квинсбери (англ. Queensbury)                                |             | 16.12.1934    | — |
| Кингсбери · (англ. Kingsbury)                               |             | 10.12.1932    | — |
| Уэмбли-парк · (англ. Wembley Park)                          |             | 14.10.1893    | Пересадка на Линию Метрополитен.                                                                                             |
| Нисден (англ. Neasden)                                      |             | 02.08.1880    | — |
| Доллис Хилл (англ. Dollis Hill)                             |             | 01.10.1909    | — |
| Уилсден Грин (англ. Willesden Green)                        |             | 24.11.1879    | — |
| Килбёрн · (англ. Kilburn)                                   |             | 24.11.1879    | Первоначальное название «Kilburn & Brondesbury»; переименована 25 сентября 1950.                                             |
| Вест-Хэмпстед (англ. West Hampstead)                        |             | 30.06.1879    | — |
| Финчли Роуд (англ. Finchley Road)                           |             | 30.06.1879    | Пересадка на Линию Метрополитен.                                                                                             |
| Суисс Коттедж (англ. Swiss Cottage)                         |             | 20.11.1939    | — |
| Сент-Джонс-Вуд (англ. St. John’s Wood)                      |             | 20.11.1939    | — |
| Бейкер-стрит (англ. Baker Street)                           |             | 01.05.1979    | Пересадка на линии: Бейкерлоо Кольцевую Хаммерсмит-энд-Сити Метрополитен.                                                    |
| Бонд-стрит (англ. Bond Street)                              |             | 01.05.1979    | Пересадка на Центральную линию.                                                                                              |
| Грин-парк · (англ. Green Park)                              |             | 01.05.1979    | Пересадка на линии: Пикадилли Виктория.                                                                                      |
| Вестминстер · (англ. Westminster)                           |             | 22.12.1999    | Пересадка на линии: Кольцевую Дистрикт.                                                                                      |
| Ватерлоо · (англ. Waterloo)                                 |             | 24.09.1999    | Пересадка на линии: Бейкерлоо Северную Ватерлоо-энд-Сити.                                                                    |
| Саутуарк · (англ. Southwark) ( Вокзал Ватерлоо)             |             | 20.11.1999    | — |
| Лондон-бридж · (англ. London Bridge) ( Поезд до а/п Гатвик) |             | 7.10.1999     | Пересадка на Северную линию.                                                                                                 |
| Бермондси · (англ. Bermondsey)                              |             | 17.09.1999    | — |
| Канада-Уотер · (англ. Canada Water)                         |             | 17.09.1999    | Пересадка на линию Ист-Лондон системы London Overground.                                                                     |
| Кэнэри-Уорф · (англ. Canary Wharf)                          |             | 17.09.1999    | Пересадка на Доклендское лёгкое метро.                                                                                       |
| Северный Гринвич · (англ. North Greenwich)                  |             | 14.05.1999    | Пересадка на канатную дорогу Emirates Air Line.                                                                              |
| Кеннинг Таун · (англ. Canning Town)                         |             | 14.05.1999    | Пересадка на Доклендское лёгкое метро.                                                                                       |
| Вест-Хэм · (англ. West Ham)                                 |             | 14.05.1999    | Пересадка на линии: Дистрикт Хаммерсмит-энд-Сити и на Доклендское лёгкое метро.                                              |
| Стратфорд · (англ. Stratford)                               |             | 14.05.1999    | Пересадка на Центральную линию, а также на линию Норт-Лондон системы London Overground, TfL Rail и Доклендское лёгкое метро. |
| 1. 2. 3.                                                    |             |               | |